# Robert A. Hurley
Robert Augustine Hurley (* 25. August 1895 in Bridgeport, Connecticut; † 3. Mai 1968 in West Hartford, Connecticut) war ein US-amerikanischer Politiker und von 1941 bis 1943 Gouverneur des US-Bundesstaates Connecticut. Er war Mitglied der Demokratischen Partei.

## Frühe Jahre und politischer Aufstieg
Hurley besuchte die öffentlichen Schulen in Connecticut und die Lehigh University. Anschließend diente er zwischen 1917 und 1919 in einer U-Boot-Flotte sowie auf einem Schlachtschiff der Pennsylvania-Klasse als Funker für die US-Navy. Hurley wurde 1935 durch Gouverneur Wilbur L. Cross zum Direktor der Works Projects Administration ernannt. Anschließend wurde er 1937 Public Works Commissioner, eine Stellung, die er bis 1940 innehielt, und in der er ein Multimillionen-Dollar-Bauprogramm beaufsichtigte.

## Gouverneur von Connecticut
Hurley gewann 1940 die Gouverneursnominierung der Demokraten und wurde kurze Zeit später zum Gouverneur von Connecticut gewählt. Während seiner Amtszeit unterstützte er die Kriegsbemühungen und richtete zahlreiche Stellen im State Defense Council ein. Nach dem Angriff auf Pearl Harbor am 7. Dezember 1941 verstärkte er sogar seine Bemühungen noch einmal. Hurley befürwortete die Gründung eines ländlichen Elektrifizierungsprogramms, die Etablierung einer staatlichen Arbeitgeber-Arbeitnehmerbeziehungsbehörde, die Änderung der Arbeitslosen- und Arbeitergesetze, sowie der Bereitstellung von staatlichen Beihilfen für unterhaltsberechtigte Kinder. Er stellte sich noch einmal zur Wiederwahl und scheiterte. Daraufhin verließ er am 6. Januar 1943 sein Amt.

## Weiterer Lebenslauf
Er wurde 1944 ein Mitglied des State Surplus Property Board und blieb es bis 1945, als er sich vom öffentlichen Dienst zurückzog.
Robert A. Hurley verstarb am 3. Mai 1968 und wurde anschließend auf dem Fairview Cemetery in West Hartford beigesetzt. Er war mit Evelyn Hedberg verheiratet. Das Paar hatte drei gemeinsame Kinder.